# Осколки (острова)
Оско́лки (яп. 海馬島) — острова Малой гряды Курильских островов общей площадью около 0,15 км². Включают в себя два субархипелага — острова Лисьи (не путать с субархипелагом в составе Алеутских островов) и Шишки — а также несколько скал (Кира, Пещерная, Парус, Свеча). Согласно федеративному устройству России входят в Сахалинскую область в составе Южно-Курильского района в рамках административно-территориального устройства области и в составе Южно-Курильского городского округа в рамках муниципального устройства в области. Острова входят в состав российского государственного природного заповедника «Курильский». Являются одним из наиважнейших мест обитания и размножения морских птиц и животных региона. Необитаемы.
Принадлежность островов оспаривается Японией, которая включает их в состав своей субпрефектуры Немуро префектуры Хоккайдо. С точки зрения Японии, входят в группу островов Хабомаи, которые считаются продолжением береговой линии японского острова Хоккайдо и не рассматриваются как часть Курильских островов.

## История
До 1855 года субархипелаг вместе с прочими островами Малой Курильской гряды находился в неопределённом статусе. После заключения Симодского договора подпал под японскую юрисдикцию.
С 5 ноября 1897 года субархипелаг Осколки со всеми своими промысловыми угодьями считался частью села Хабомаи в составе уезда (гуна) Ханасаки (который охватывал всю Малую Курильскую гряду и часть полуострова Немуро на острове Хоккайдо), который входил в губернаторство Хоккайдо, провинцию Немуро.
Острова и скалы субархипелага были включёны в состав СССР/РСФСР по исходе Второй Мировой войны вместе с остальными Курильскими островами.
2 февраля 1946 года в соответствии с Указом Президиума ВС СССР в числе других Курильских островов и вместе с Южным Сахалином были включены в состав образованной Южно-Сахалинской области в составе Хабаровского края РСФСР, которая 2 января 1947 года вошла в состав новообразованной Сахалинской области в составе РСФСР.
В 2004 году Россия как государство — правопреемник СССР, в соответствии с заявлением своего министра иностранных дел С. В. Лаврова, признала существование Советско-японской декларации 1956 года, включавшей пункт о готовности передать Японии остров Шикотан и группу Хабомаи, и подтвердила готовность вести на её основе территориальные переговоры с Японией.
3 сентября 2022 года Россия отменила упрощённый режим посещения островов Малой Курильской гряды для граждан Японии.

## География
Состоят из двух групп островов, Лисьи (яп. Тодо, Тодо-джима) со скалой Парус (43°34′19″ с. ш. 146°24′34″ в. д.) и Шишки (яп. Кабуто) со скалой Свеча (43°34′40″ с. ш. 146°25′47″ в. д.), а также крупной скалы Пещерная (яп. Канакусо) (43°36′02″ с. ш. 146°25′55″ в. д.) и скалы Кира(43°35′37″ с. ш. 146°24′10″ в. д.). Острова Лисьи названы из-за большого количества лисиц, обитавших на этих островах в прошлые десятилетия. Группа островов Шишки состоит из четырёх мелких скалистых островков. В 1946 году Курильской научно-исследовательской экспедицией было предложено название Шашки за сходство внешнего вида островов с игральными шашками, но по ошибке картографов и редакторов карт название исказилось.
Острова принадлежат территории государственного природного заповедника «Курильский». Отделены проливом Шпанберга от острова Шикотан, расположенного в 20 км северо-восточнее; проливом Полонского — от острова Зелёный, расположенного в 16 км юго-западнее. Примерно в 6 км к северо-западу от островов Осколки расположен остров Полонского.

## Флора и фауна
Скалы субархипелага — самое южное лежбище, где размножается сивуч.
Острова Осколки (а также острова Демина) — место расположения самых крупных лежбищ тюленей Курильских островов.
На островах встречается на кочёвке белоклювая гагара (2000—2001 гг.).